# Mongolische Staatsangehörigkeit
Die mongolische Staatsangehörigkeit bestimmt die Zugehörigkeit einer Person zum mongolischen Staatsverband mit den zugehörigen Rechten und Pflichten unabhängig von der Zugehörigkeit zu einer „Nationalität,“ wie z. B. den Burjaten.

## Historisch

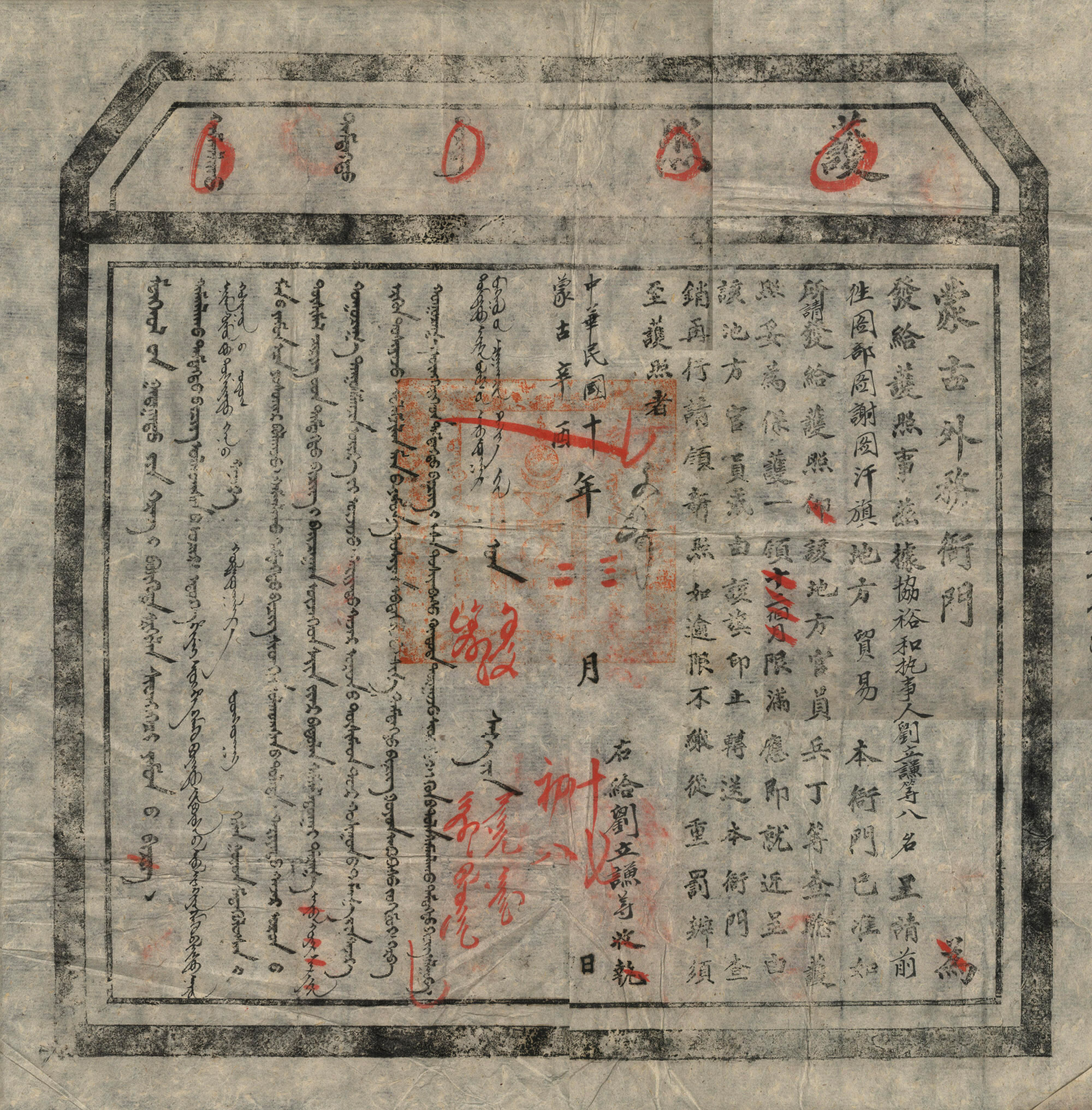
Reisepass ausgestellt vom Außenministerium der autonomen Mongolei 1920

Die Grenzen der äußeren Mongolei zur Zeit der Qing-Dynastie waren wegen des nomadischen Lebenswandels eines großen Teils der Bevölkerung fließend.
Russland und China regelten im Vertrag von Nertschinsk 1689, dass sie in der Grenzregion die Gerichtsbarkeit jeweils über ihre eigenen Untertanen ausübten. Nach dem Sturz der beiden beteiligten Herrscherhäuser war die umkämpfte Mongolei 1912 bis ca. 1923 im Chaos bis mit Aufbau der Volksrepublik wieder ein geordnetes Staatswesen entstehen konnte.

### 1924 bis 1945
Bereits am 3. Oktober 1924 schloss die Mongolei in Urga ein Abkommen, durch das es einem Stamm der Burjaten ermöglicht wurde, aus der russischen Staatsangehörigkeit auszuscheiden und mongolische Untertanen zu werden. Insgesamt machten etwa 3000–4000 Familien mit zusammen 16.100 Köpfen von dieser Möglichkeit Gebrauch.
Die mongolische Volksrepublik wurde am 26. November 1924 ausgerufen. Zu dieser Zeit war die Sowjetmacht nach der Auflösung der fernöstlichen Republik in Sibirien schon zwei Jahre fest etabliert.
National-China betrachtete die äußere Mongolei und ihre Bewohner noch bis 1945 als „autonom,“ aber ihrer Oberhoheit unterworfen, auch wenn diese angesichts der zahlreichen regionalen Kriegsherrn und dann dem Mukden- sowie dem China-Zwischenfall ein sehr theoretischer Anspruch war. Der sowjetisch-chinesische Notenwechsel vom 14. August 1945, bestätigt durch die Regierung des Volkes nach der Befreiung am 14. Februar 1950 stellte die Unabhängigkeit sicher. Das mongolische Volk hatte dies bereits in einem Plebiszit am 20. Oktober 1945 angenommen.

## Unabhängige Mongolei

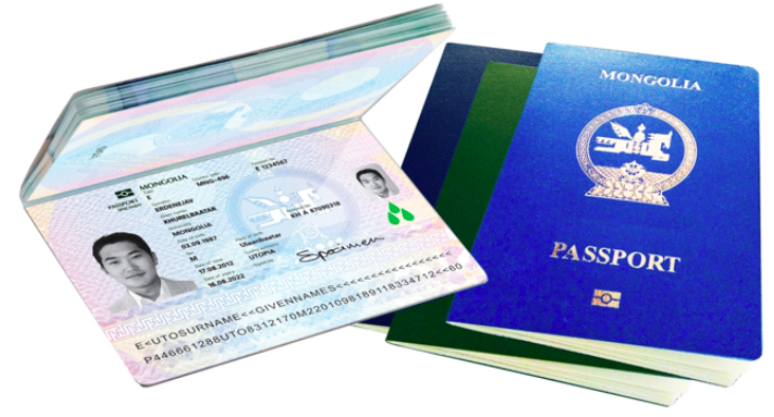
Der Besitz eines mongolischen Reisepasses, hier die biometrische Version 2019, gilt, gem. §5 des Gesetzes von 1995 als Staatsangehörigkeitsnachweis.

Ein spezielles Staatsangehörigkeitsgesetz wurde lange nicht erlassen. Man folgte dem allgemeinen Familienrecht, so dass alle Kinder, deren beide Elternteile mongolische Bürger (gleich welcher „Nationalität,“ d. h. Stammeszugehörigkeit) waren, per Geburt ebenfalls Mongolen wurden. Ist ein Elternteil Ausländer, kann das Kind mit elterlicher Zustimmung Mongole werden. Einigen sich beide nicht so folgt die Staatsbürgerschaft des Kindes dem der Mutter.
Mit der Sowjetunion wurden am 20. Mai 1930 und am 24. April 1937 sowie am 25. August 1958 Abkommen zur Regelung von Fragen zur Doppelstaatlichkeit getroffen. Im Wesentlichen legte man fest, die jeweils anderen Staatsbürger nur mit Zustimmung des anderen Staates einbürgern zu wollen. Der letztgenannte Vertrag gab allen volljährigen Doppelstaatlern eine Frist von einem Jahr beliebig zu optieren.
Ein Erlass vom 16. Januar 1959 regelte Einbürgerungsformalitäten, auch unter Verweis auf das Gesetz über das Zivilstandsregister vom 22. August 1950.
Durch Ministerratsbeschluss vom 30. Dezember 1974 wurden Staatsangehörigkeitsfragen gesetzlich geregelt. Dazu erging eine Ausführungsverordnung am 11. April 1975.
In Fragen der Einbürgerung entschied zu Zeiten der Volksrepublik das Präsidium des großen Volkshural. Mit Erlass der neuen Verfassung ging diese Kompetenz auf den Präsidenten über, für den eine entsprechende Abteilung der Zentralverwaltung die Bearbeitung vornimmt.

### Staatsbürgerschaftsgesetz 1995
Ein neues Staatsbürgerschaftsgesetz wurde am 5. Juni 1995 beschlossen. Eine größere Änderung erfolgte am 7. Dezember 2000. Man folgt weiterhin dem Abstammungsprinzip. Kinder zweier mongolischer Elternteile werden immer Mongolen. Ist nur ein Elternteil Mongole, so gilt dies nur bei Geburt in der Mongolei, im Ausland Geborene können dies beantragen. Das betraf, Stand 2016, 4880 Kinder.

Das Anknüpfungspunkt für mongolische Vorfahren, die ihre Staatsangehörigkeit vererben, ist der 11. Juli 1921.
Von 1995 bis 2000 hatten Kinder mit einem ausländischen Elternteil, Findelkinder oder solche von Staatenlosen die mongolische Staatsbürgerschaft ausdrücklich zu beantragen. Seit der Neuregelung gilt dieser Personenkreis als Mongole mit der Option nach Erreichen des 16. Geburtstags, dem Volljährigkeitsalter, ausdrücklich die mongolische Staatsangehörigkeit zu wählen.
Über Einbürgerungs- oder Entlassungsanträge ist innerhalb von sechs Monaten zu entscheiden. Sie werden mit Aushändigung entsprechender Urkunden wirksam. Lokale Polizei- und Verwaltungsorgane werden angehört.
Vorbedingungen für Einbürgerungen sind fünf Jahre legaler, unbescholtener Aufenthalt im Lande, gute Kenntnisse von Kultur und Sprache, dazu seit 2000 gesicherter Lebensunterhalt (mindestens das Zehnfache des Mindestlohns). Zu den zahlreichen einzureichenden Unterlagen gehören auch Lebensläufe der Eltern und Großeltern, Gesundheitszeugnis (nicht geisteskrank, kein TBC oder HIV) usw. Von 1995 bis 2015 wurden 221 Einbürgerungen vorgenommen.
Unter Vorspiegelung falscher Tatsachen erlangte Einbürgerungen können widerrufen werden. Verdiensteinbürgerungen kann der Präsident ohne Vorbedingung veranlassen.
Doppelstaatlichkeit ist nicht vorgesehen, jedoch hatten 2015 etwa 16.000 Mongolen, meist Ehefrauen und Kinder, eine zweite Staatsangehörigkeit aufgrund ausländischen Rechts erworben.
Die Entlassung aus der Staatsbürgerschaft ist beim Präsidialbüro zu beantragen. Diese kann aus Gründen der Staatsraison oder (angeschuldigten) Verbrechern bzw. Schuldnern verweigert werden. Andere automatische Verlustgründe als beim Wechsel der Staatsangehörigkeit von Kindern unter 16 Jahren mit ihren Eltern oder Entzug sind nicht vorgesehen. In den ersten 20 Jahren seit Verkündung dieses Gesetzes haben 59.000 Bürger die Entlassung aus der Staatsbürgerschaft beantragt.
Wiedereinbürgerungen sind auf Antrag möglich für (Nachfahren von) Personen, die irgendwann seit 11. Juli 1921 Mongolen waren. Ebenso innerhalb von fünf Jahren nach Erreichen der Volljährigkeit für diejenigen, die als Kinder ihre Staatsbürgerschaft verloren haben, weil ihre Eltern diese wechselten oder weil sie adoptiert wurden.

## Weblink
- Mongolia Immigration Agency (engl.)